# Rhaphiomidas episcopus
Rhaphiomidas episcopus är en tvåvingeart som beskrevs av Osten Sacken 1877. Rhaphiomidas episcopus ingår i släktet Rhaphiomidas och familjen Mydidae. Inga underarter finns listade i Catalogue of Life.